# Рисівка тиморська
Рисівка тиморська (Padda fuscata) — вид горобцеподібних птахів родини астрильдових (Estrildidae).

## Поширення
Вид поширений лише на острові Тимор і невеликих островах Семау і Роті на заході . Він мешкає в низинах на цих островах і вважає за краще залишатися в трав'янистих місцях, поміж чагарниками. Його також можна знайти в кущах уздовж полів, річок і стежок.

## Опис
Птах завдовжки 12 см і вагою від 19,2 до 22,2 г. Верх голови, навколоочне кільце, горло і шия забарвлені в чорний колір. Боки голови білі. Верх тіла і груди шоколадно-коричневі і чітко контрастують з кремовим животом. Дзьоб синьо-сірий, а темно-карі очі оточені блідо-коричневою повікою. Лапи та гомілки від світло-тілесного до рожево-сірого кольору.

## Спосіб життя
Це денні птахи, які збираються в невеликі групи по двадцять особин, які більшу частину дня проводять у високій траві в пошуках їжі, а потім збираються вночі серед гілок дерев або в заростях кущів. Завдяки своєму сильному дзьобу птах здатний здобувати різноманітне насіння, яке є основою раціону цих птахів, але віддають перевагу насінню трав і рису, особливо незрілі (які взяті безпосередньо з рослини) і ті, що знаходяться у фазі проростання; Однак вони не гребують поєднанням свого раціону з іншими матеріалами рослинного походження (ягоди, фрукти, паростки), при цьому дуже рідко звертають свою увагу на продукти тваринного походження (переважно дрібних комах ).